# Чарнысток (Люблинское воеводство)
Чарнысток (пол. Czarnystok) — деревня в Замойском повете Люблинского воеводства Польши. Входит в состав гмины Радечница. Находится примерно в 31 км к западу от центра города Замосць. По данным переписи 2011 года, в деревне проживало 706 человек.
В 1975—1998 годах деревня входила в состав Замойского воеводства.

## Население
Демографическая структура по состоянию на 31 марта 2011 года:
|         | Всего | До трудоспособного возраста | Трудоспособного возраста | Старше трудоспособного возраста |
| ------- | ----- | --------------------------- | ------------------------ | ------------------------------- |
| Мужчины | 349   | 87                          | 215                      | 47                              |
| Женщины | 357   | 66                          | 195                      | 96                              |
| Всего   | 706   | 153                         | 410                      | 143                             |